# William Ruckelshaus
William Ruckelshaus (24. července 1932, Indianapolis, Indiana – 27. listopadu 2019) byl americký politik.
Vstoupil do politiky jako poslanec za svůj rodný stát Indiana. Prohrál volby do Senátu USA roku (1968). Jako náměstek ministra spravedlnosti USA působil v letech 1969–1970, později i jako ředitel agentury EPA (ochrana životního prostředí) v letech 1970–1972.
Od 30. dubna 1973 do 9. července 1973 působil jako prozatímní ředitel FBI.
Během masakru sobotního večera raději rezignoval, než aby odvolal A. Coxe.
Od března 1983 až do ledna 1985 byl opět ředitelem agentury EPA.
| Ředitel FBI                 | Ředitel FBI                                                      | Ředitel FBI                  |
| --------------------------- | ---------------------------------------------------------------- | ---------------------------- |
| Předchůdce: L. Patrick Gray | 30. dubna 1973 – 9. července 1973 prozatímní William Ruckelshaus | Nástupce: Clarence M. Kelley |